# Poče
Poče – wieś w Słowenii, w gminie Cerkno. W 2018 roku liczyła 92 mieszkańców.